# Bonifaci IV de Montferrat
Bonifaci IV de Montferrat, fou marquès de Montferrat del 1518 al 1530.
Va heretar el títol del seu pare, quan només tenia sis anys. Un greu accident a cavall va fer que el marquesat passés al seu oncle Joan Jordi.

## Marquès de Montferrat
Bonifaci era fill del marquès, Guillem IX de Montferrat i de la seva esposa Anna d'Alençon. Quan el pare va morir el 1518, Bonifaci només tenia sis anys i, encara que va heretar el títol de marquès, la responsabilitat de govern va recaure en la seva mare i el seu oncle Joan Jordi de Montferrat.
El 1519 va rebre el jurament de fidelitat dels fills d'Odó d'Incisa, que havia mort per rebel·lió contra el pare de Bonifaci.
En aquesta època el marquesat va ser envaït pels Sforza, en resposta a la política d'aliança amb França que van seguir els seus tutors. El territori del Marquesat de Montferrat va ser escenari d'algunes disputes entre l'emperador Carles V del Sacre Imperi Romanogermànic i el rei de França; els ciutadans van ser castigats per les tropes de l'un i de l'altre. Bonifaci va estar present com a testimoni en la signatura de la Pau de Cambrai, entre França i Espanya.
En els anys següents es va fer més proper a l'emperador que al rei francès, fins al punt que va estar diverses vegades en companyia de Carles V del Sacre Imperi Romanogermànic.
Bonifaci va acollir a la seva cort la seva germana Maria, casada amb Frederic II Gonzaga, el qual va fer petició a l'Església d'anul·lació. El papa Climent VII, va acceptar la petició, ja que Maria només tenia 8 anys.
Poc després, Bonifaci IV va morir en caure d'un cavall mentre estava a Ronzone, als afores de Casale Monferrato, sense haver tingut fills. El títol va passar al seu oncle.